# トリアノン条約

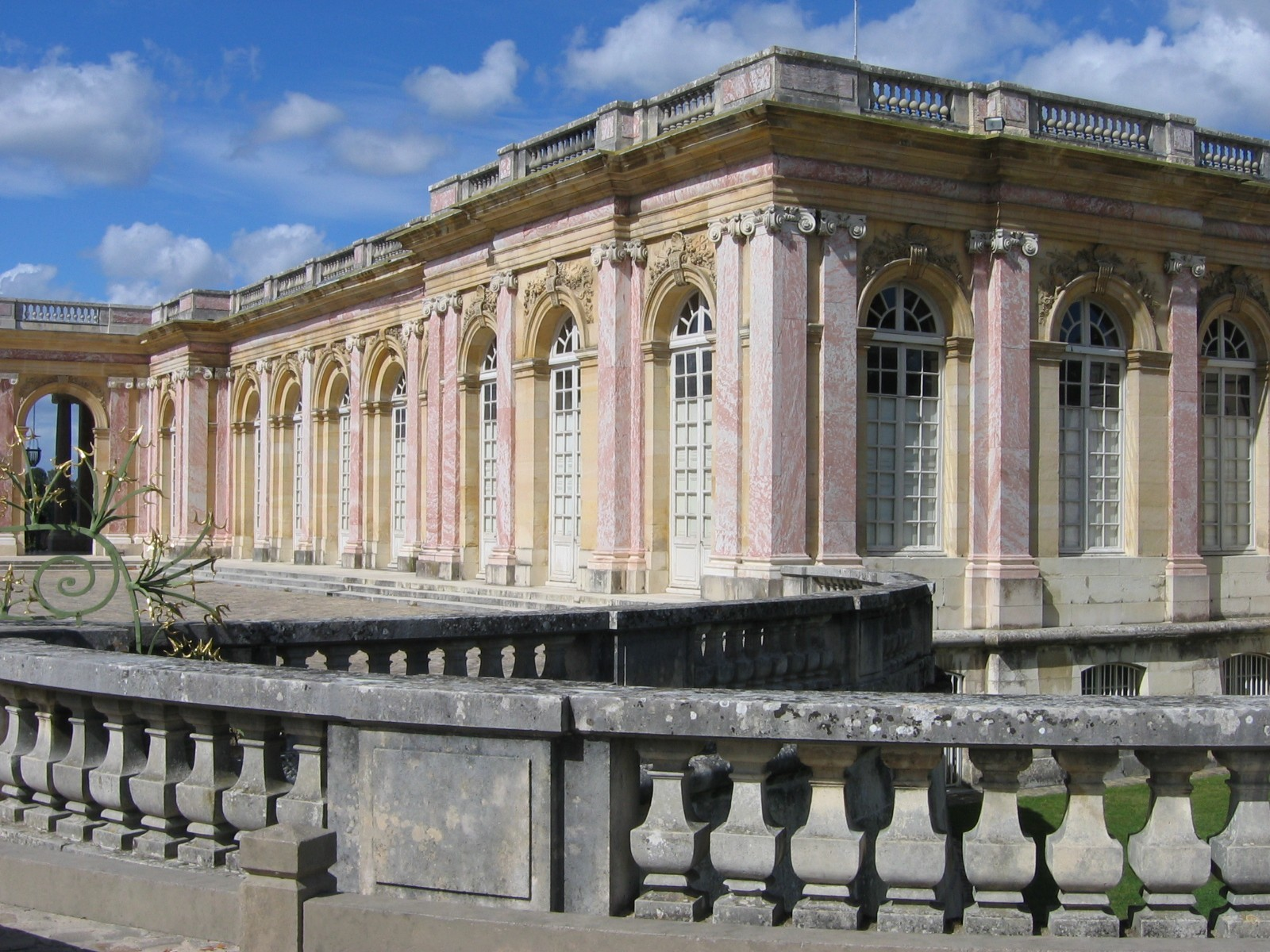
大トリアノン宮殿（2004年撮影）

トリアノン条約（トリアノンじょうやく、ハンガリー語: Trianoni békeszerződés、英語: Treaty of Trianon、フランス語: Traité de Trianon、ドイツ語: Vertrag von Trianon）は、第一次世界大戦及びハンガリー・ルーマニア戦争の敗戦国となったハンガリー王国と連合国が結んだ講和条約。
1920年6月4日にヴェルサイユのトリアノン離宮で調印された（トリアノン宮殿は大トリアノンと小トリアノンがあるが、この条約は前者で調印された）。

## 背景
第一次世界大戦までのハンガリー王国はオーストリア＝ハンガリー二重帝国の一部であったが、帝国はヴィラ・ジュスティ休戦協定により第一次世界大戦に敗北し、同時に国内の内乱と皇帝カール1世の退位の結果解体された。ハンガリーは分離独立したため、オーストリア（第一共和国）とは別に講和する必要が生じた。さらにルーマニア王国がトランシルヴァニア全土に進駐して併合を宣言しており、チェコスロバキアもスロバキアに進駐して領有権を主張していた。また、前年の1919年にはルーマニアがハンガリー革命後の混乱に乗じて首都を占領し、ハンガリー・ルーマニア戦争が勃発していた。こうした状況から、ハンガリーは国境を確定する必要に迫られ、条約締結に至った。

## 内容

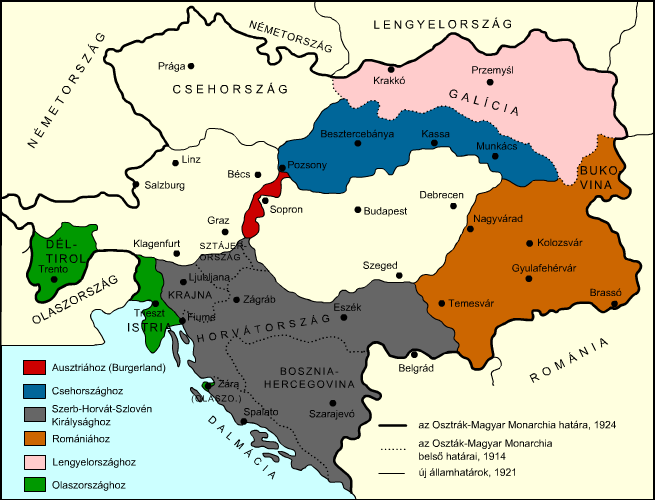
トリアノン条約による割譲地域（二重帝国時代にハンガリー王国の領域になかった地域を含む）
紺色：チェコスロバキア共和国領
茶色：ルーマニア王国領
赤色：オーストリア共和国領
灰色：セルブ・クロアート・スロヴェーン王国領
ピンク色：ポーランド共和国領
緑色：イタリア王国領

この条約により、ハンガリーはオーストリアとの合邦以前から領有していた歴史的領土の大半にあたるスロバキア、クロアチア、トランシルヴァニアを、それぞれ連合国側に就いた周辺の戦勝国であるチェコスロバキア共和国、セルブ・クロアート・スロヴェーン王国（のちのユーゴスラビア王国）、ルーマニア王国に割譲した。
また、直前まで同じ帝国であった片割れの敗戦国であるオーストリア共和国に対しても、ドイツ系植民が多数派を占めていた西部国境地域を割譲する（→ブルゲンラント州）とされた。しかし、これを巡って両国間で紛争となったため、1921年にイタリアの仲裁によりヴェネツィア議定書で一部地域では帰属を問う住民投票が行なわれた。投票の結果、ハンガリー残留が多数となったショプロンとその周辺地域を除いて正式にオーストリアに割譲された。
加えて、石炭や家畜などの連合国側への無償提供、さらには賠償金の支払いの要求など、一方的で過酷な条件を連合国側から押し付けられた。

### 割譲した地域
- 北部ハンガリー（スロバキア、カルパティア・ルテニア）→　チェコスロバキア共和国
- トランシルヴァニア、バナトの大部分　→　ルーマニア王国
- ヴォイヴォディナ、クロアチア、ボスニア　→　ユーゴスラビア王国[注釈 1]
- 西部国境地域[注釈 2]（→ブルゲンラント州）　→　オーストリア共和国

### 併合を承認した地域（旧ハンガリー王国領外）
- ガリツィア　→　ポーランド共和国
- イストリア半島、南チロル　→　イタリア王国

## その後

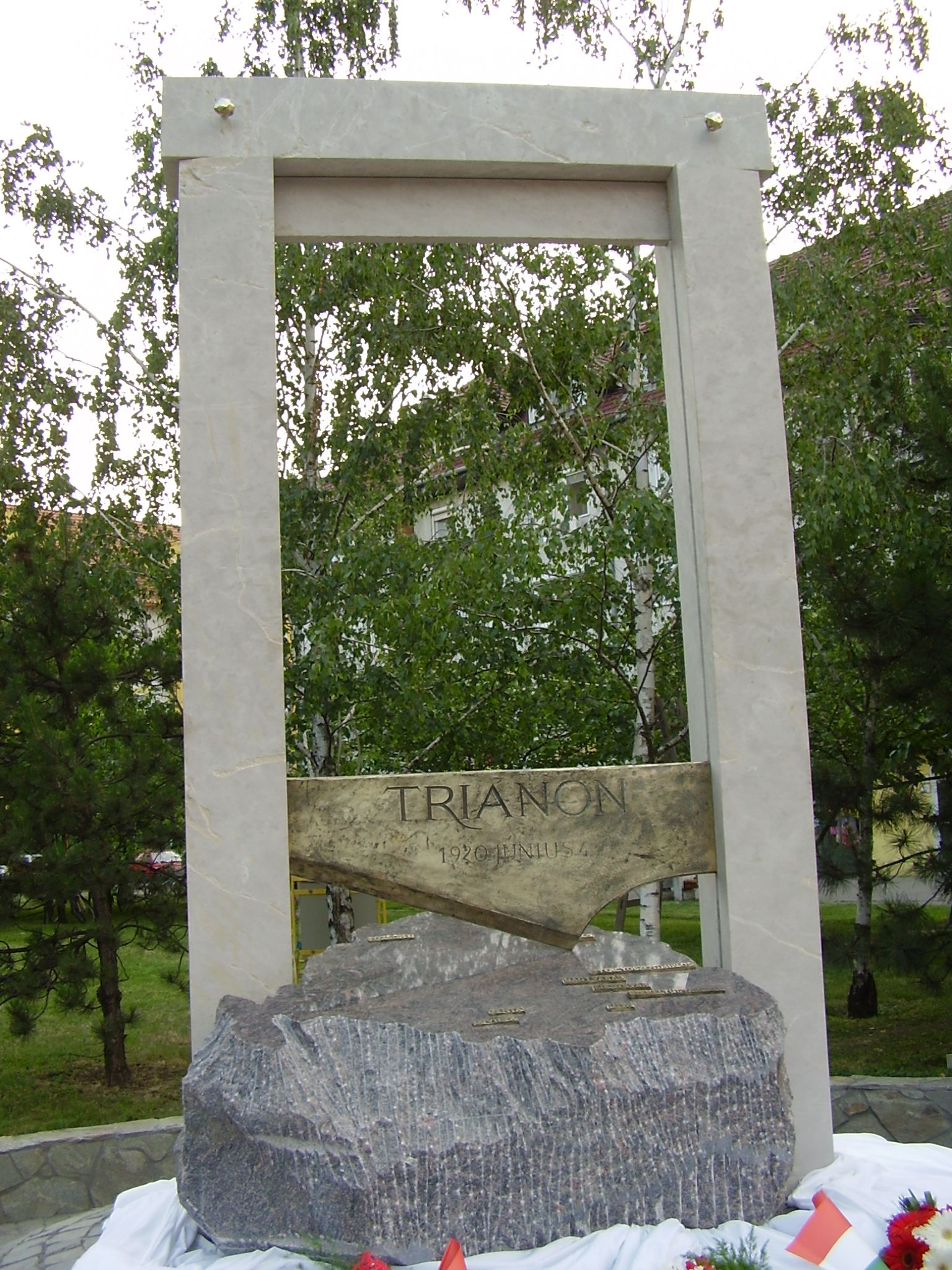
ベーケーシュチャバに置かれたトリアノン条約の記念碑。ギロチンで分断されるハンガリーを現している。

当時のハンガリーは相次ぐ政権交代や戦乱で混乱状態にあったため、この過酷な要求を飲まざるを得なくなり、講和条約に調印した。この条約の厳しい内容により、その後のハンガリー王国は右傾化し、第二次世界大戦で枢軸国側に立って参戦する遠因となった。また、ハンガリーの報復を恐れたチェコスロバキア、ルーマニア、ユーゴスラビアはフランスと小協商を結成し、ハンガリーに対抗しようとした。しかしこれはドイツという大国の前には無力であった。
ハンガリーは1939年以降にミュンヘン協定やドイツの後押しを受けたウィーン裁定により喪失した領土の大半を回復するが、敗戦後にはウィーン裁定による領土回復は無効とされた。
2010年、ハンガリーは6月4日を「国民連帯の日（Nemzeti Összetartozás napja）」と定めた。